# Helophorus fulgidicollis
Helophorus fulgidicollis är en skalbaggsart som beskrevs av Victor Ivanovitsch Motschulsky 1860. Helophorus fulgidicollis ingår i släktet Helophorus, och familjen halsrandbaggar. Arten är reproducerande i Sverige.